# Fleet, Hampshire
Fleet este un oraș în comitatul Hampshire, regiunea South East, Anglia. Orașul se află în districtul Hart a cărui reședință este.